# Marie Sabouret
Pour les articles homonymes, voir Sabouret.
Marie Sabouret, née le 31 janvier 1924 à La Rochelle et morte le 23 juillet 1960 à Villebrumier (Tarn-et-Garonne) est une actrice française de théâtre et de cinéma.

## Biographie
Entrée à la Comédie-Française en septembre 1946, elle en devient la 422e sociétaire le 1er janvier 1953.
Elle meurt sept ans plus tard d'une leucémie, âgée de 36 ans, après une brillante carrière.

## Théâtre

### Comédie-Française
- La Surprise de l'amour de Marivaux, (la Comtesse) (première apparition à la Comédie-Française)
- 1949 : Le Prince travesti de Marivaux, mise en scène Jean Debucourt
- Les Fausses confidences de Marivaux, (Araminte)
- Les Sincères de Marivaux, mise en scène Véra Korène, (Araminte)
- Madame Sans-Gêne de Victorien Sardou, mise en scène Georges Chamarat, (La Princesse Élisa)
- Arlequin poli par l'amour de Marivaux, (la Fée)
- Le Misanthrope de Molière (Célimène)
- Le Mariage forcé de Molière (Dorimène)
- Les Femmes savantes de Molière (Armande)
- L'Avare de Molière (Elise) (Marianne)
- Le Bourgeois gentilhomme de Molière (Dorimène)
- L'Impromptu de Versailles de Molière (Mlle du Parc)
- La Critique de l'École des femmes de Molière, mise en scène Jean Meyer (Climène) (Uranie)
- Amphitryon de Molière, mise en scène Jean Meyer, (Alcmène)
- Psyché de Molière (Venus)
- Le Menteur de Corneille (Clarice)
- Les Espagnols en Danemark de Mérimée (Clara Gazul)
- Le Dindon de Feydeau (Armandine)
- Le Mariage de Figaro de Beaumarchais (la Comtesse)
- Un Caprice d'Alfred de Musset (Mme de Léry)
- Il Faut qu'une porte soit ouverte ou fermée d'Alfred de Musset (la Marquise)
- Un Chapeau de paille d'Italie de Labiche (Anaïs)
- Les Trente millions de Gladiator de Labiche (Suzanne de la Gondrée)
- Le Président Haudecœur de Roger-Ferdinand
- Le Sexe faible d'Édouard Bourdet (Cristina)
- Un Homme comme les autres d'Armand Salacrou (Evelyne)
- Port Royal d'Henry de Montherlant (Sœur Hélène)
- Un Voyageur de Maurice Druon (Mme Gamberone)
- Le Pain de Ménage de Jules Renard (Marthe), où elle joue pour la dernière fois le 10 juillet 1960, deux semaines avant sa mort.

## Filmographie
- 1952 : Violettes impériales de Richard Pottier
- 1953 : Les Crimes de l'amour, segment : Mina de Venghel de Maurice Barry, Maurice Clavel
- 1953 : Les Trois Mousquetaires de André Hunebelle
- 1954 : Si Versailles m'était conté de Sacha Guitry
- 1954 : La Belle Otero de Richard Pottier
- 1955 : Du rififi chez les hommes de Jules Dassin
- 1955 : Frou-Frou de Augusto Genina
- 1957 : Trois jours à vivre de Gilles Grangier
- 1958 : Le Gorille vous salue bien de Bernard Borderie
- 1958 : Le Bourgeois gentilhomme de Jean Meyer